# Muretia
Muretia es un género de plantas pertenecientes a la familia Apiaceae. Comprende 5 especies descritas.

## Taxonomía
El género fue descrito por Pierre Edmond Boissier y publicado en Annales des Sciences Naturelles; Botanique, sér. 3 1: 143. 1844. La especie tipo es: Muretia tanaicensis Boiss.	

## Especies
A continuación se brinda un listado de las especies del género Muretia aceptadas hasta septiembre de 2012, ordenadas alfabéticamente. Para cada una se indica el nombre binomial seguido del autor, abreviado según las convenciones y usos.
- Muretia amplifolia Boiss. & Hausskn.
- Muretia aurea Boiss.
- Muretia oeroilanica Korovin
- Muretia tanaicensis Boiss.
- Muretia transcaspica Korovin